# Grateful Dead
Grateful Dead [ˈɡɹeɪtfəl dɛd] est un groupe de rock américain, originaire de Palo Alto (Californie),.
Il est formé en 1965 et dissous en 1995 (avec toutefois une réunion en 2015). Il est considéré comme l'un des principaux représentants du mouvement psychédélique, mais possède un style musical éclectique qui mêle des éléments issus du folk, du bluegrass, du blues, du rhythm'n'blues, de la country, du rock, de la musique psychédélique, du reggae et du space rock et aussi de la musique expérimentale, du jazz modal, etc ,. Leurs performances sont constituées de longs jams instrumentaux,. Tout au long de son histoire, les concerts du groupe sont enregistrés et une grande quantité d'entre eux sont parus officiellement, tandis que d'autres s'échangent entre fans, les « deadheads », qui constituent une communauté particulièrement active et fidèle.

## Biographie

### Origines (1964–1965)
Grateful Dead trouve ses origines dans le « Mother McCree's Uptown Jug Champions », jug band formé au début de l'année 1964 par Jerry Garcia, Bob Weir et Ron McKernan, surnommé « Pigpen ». Ce dernier suggère à l'automne de passer à l'électricité, suivant le modèle des groupes de la British Invasion naissante, Beatles et Rolling Stones en tête. Bob Weir passe à la guitare rythmique, et le groupe, rebaptisé « The Warlocks », est rejoint par Bill Kreutzmann (batterie) et Dana Morgan Jr. (basse). Ce dernier est le fils de Dana Morgan, propriétaire d'un magasin d'instruments de musique de Palo Alto où Garcia et Kreutzmann donnent à l'occasion des cours.
Les Warlocks donnent leur premier concert le 5 mai 1965 dans une pizzeria de Menlo Park, le Magoo's Pizza Parlor. Leur répertoire se compose alors entièrement de reprises de Chuck Berry ou Bob Dylan, ainsi que de classiques du blues. Dana Morgan Jr. est rapidement écarté pour laisser place à Phil Lesh, un ami de Jerry Garcia, trompettiste de formation classique influencé par le free jazz et la musique savante contemporaine dont celle d'Edgar Varèse. Lesh joue pour la première fois avec les Warlocks le 18 juin au Frenchy's, une boîte de Hayward. Le groupe se fait un nom et bâtit sa première expérience dans les bars de la région de San Francisco, à San Mateo, Redwood City ou Belmont, et commence à se livrer à des improvisations étirées en longueur, inspirées par la musique de John Coltrane.
Le 3 novembre 1965, les Warlocks ont l'occasion de passer une audition pour le label Autumn Records aux Golden Gate Studios. Ils enregistrent une démo de six titres restée inédite à l'époque, car la maison de disques choisit de ne pas les retenir. Quelques semaines plus tard, Lesh découvre qu'il existe un autre groupe nommé « The Warlocks ». Après bien des hésitations, les musiciens finissent par se rebaptiser « Grateful Dead » (« mort(s) reconnaissant(s) »), expression qu'aurait trouvée Garcia en ouvrant un dictionnaire au hasard (en octobre 1989, ils jouent sous leur ancien nom lors de deux concerts à Hampton).

### Débuts (1965–1966)

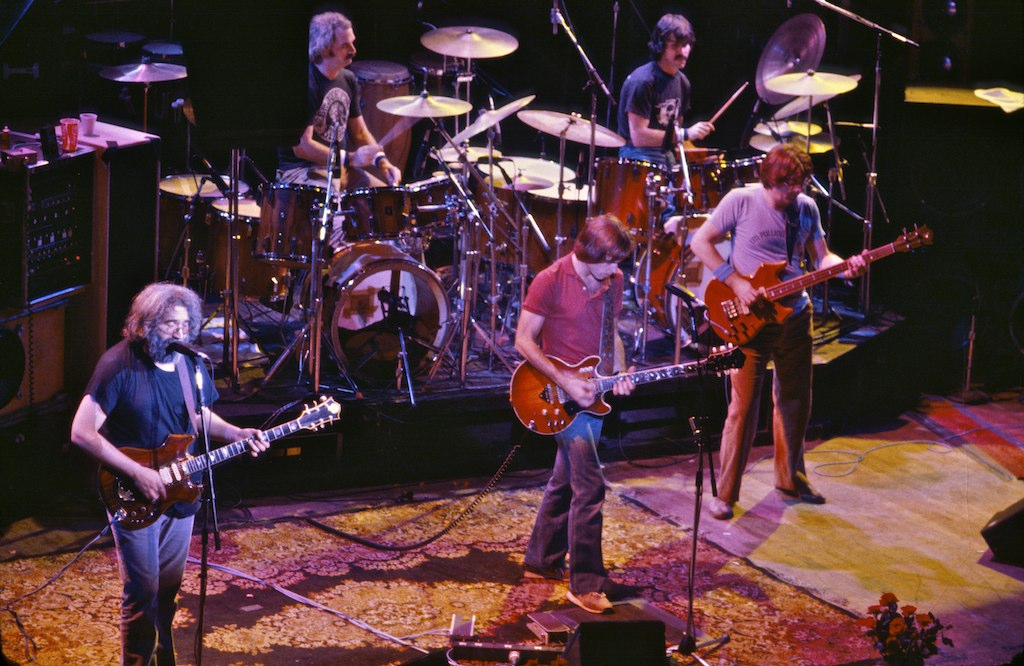
The Grateful Dead en 1980. De gauche à droite : Jerry Garcia, Bill Kreutzmann, Bob Weir, Mickey Hart, Phil Lesh. Hors du champ : Brent Mydland.

La première apparition de Grateful Dead sous ce nom a lieu le 4 décembre 1965, lors d'un « acid test » à San José. Ils deviennent dès lors le « groupe maison » des acid tests, ces réunions organisées par le romancier Ken Kesey et les Merry Pranksters au cours desquelles le public est invité à découvrir les effets du LSD, aux côtés de figures comme Neal Cassady ou Hunter Thompson. C'est là que le Dead rencontre Owsley « Bear » Stanley, le chimiste qui produit clandestinement le LSD consommé dans toute la région, qui devient leur ingénieur du son, et Rock Scully, qui devient leur manager.
Au début de l'année 1966, Grateful Dead se relocalise pendant quelques mois à Los Angeles, dans la foulée des Merry Pranksters, mais les occasions de jouer sont rares et l'argent manque, si bien qu'ils ne tardent pas à retourner à San Francisco. Ils s'établissent pour un temps dans le comté de Marin, au nord de San Francisco. Au mois d'août, la maison de disques Scorpio sort le premier 45 tours du groupe, Stealin' / Don't Ease Me In, qui passe inaperçu. Le groupe continue à se produire dans les salles de concert de la région de la Baie, tandis que Dan Healy prend le relais de « Bear » comme responsable de la sono. Installé à Haight-Ashbury, Grateful Dead signe un contrat chez Warner Bros. Records en octobre.

### Émergence (1967–1969)
En 1967, Grateful Dead fait partie des groupes majeurs ayant joué dans les concerts du Summer of Love à San Francisco. On considère généralement que le Summer of Love a commencé avec le rassemblement du Human Be-In au Golden Gate Park, le 14 janvier de cette année. En juin, ils font une tournée dans l'Est des États-Unis, à New York. À leur retour, ils participent au Monterey Pop Festival à la mi-juin. Ce festival regroupe les groupes psychédéliques de San Francisco et de Londres. Mickey Hart a rejoint Grateful Dead le 30 septembre 1967. C'est l'année de la création des chansons Dark Star et The Other One. Le 2 octobre, la police perquisitionne la maison du groupe et ils sont arrêtés pour possession illégale de stupéfiants.
En 1968, le mouvement hippie déborde le cadre de la Californie pour se répandre aux États-Unis et en Europe. Jefferson Airplane entre dans le Top Ten avec Crown of Creation et Big Brother and the Holding Company est classé numéro 1 avec Cheap Thrills. Le rock est devenu un business et les groupes prolifèrent. Grateful Dead commence l'année par l'organisation d'une tournée, « The Great Northwest ». En mars, ils entament une série de concerts au Carousel Ballroom. Puis est publié, en juillet, un album non conventionnel, Anthem of the Sun, cherchant à mêler des enregistrements studio et les enregistrements de concert, tentant de recréer l’atmosphère sonore d'un trip au LSD. Le 4 août, il participe au Newport Pop Festival avec Canned Heat, Sonny & Cher, les Byrds et Steppenwolf. Tom Constanten, un ami de Phil Lesh, rejoint officiellement le groupe le 23 novembre 1968 lors du concert au Memorial Auditorium, en complément de l'organiste Ron « Pigpen » McKernan, relégué au chant et aux percussions.
Le troisième album du groupe, Aoxomoxoa, sort en juin 1969. Le groupe participe au Festival de Woodstock organisé du 15 au 18 août 1969, à Bethel aux États-Unis, près de Woodstock dans l'État de New York. Ce festival, prévu pour 50 000 spectateurs et qui en accueille plus de 450 000, constitue le summum de la culture hippie des années 1960. Grateful Dead jouera plusieurs morceaux dont un pendant plus de 40 minutes qui occupe tout le quatrième disque de la série d'enregistrements The Complete Woodstock Bootleg. Live/Dead, premier album live du groupe, sort le 10 novembre 1969. Il s'agit d'extraits de concerts enregistrés sur un magnétophone 16 pistes à San Francisco entre les 26 janvier et 2 mars 1969. Lenny Hart, le père de Mickey, prend le management en main.

### Tournant (1970–1972)

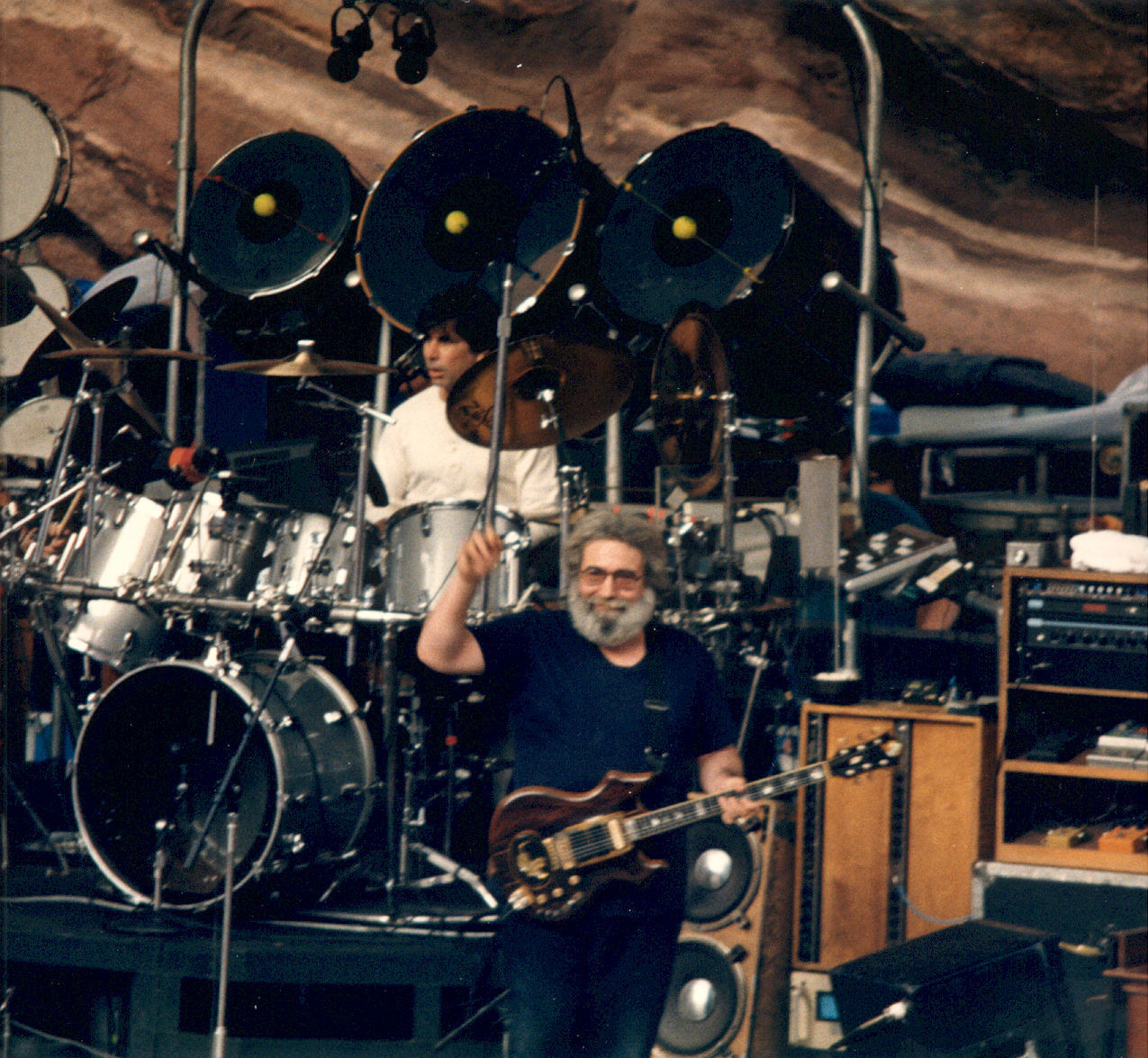
Grateful Dead au Red Rocks Amphitheatre en 1987: Jerry Garcia (guitare Tigre customisée par Doug Irwin), Mickey Hart (batterie).

L'année 1970 est très intense pour le groupe. En mars, ils se séparent de Lenny Hart à la suite d'un différend financier. Le groupe est très endetté auprès de sa compagnie de disque. Ils entrent en studio en mars et enregistrent en trois semaines l'album Workingman's Dead qui sort en juin. Cet album marque un retour vers le bluegrass et le country. Fin juin et juillet, le groupe participe au Festival Express. Ce festival consiste en une série de concerts au Canada au cours de laquelle les participants se déplacent en train. Il regroupe les plus grands groupes de rock de l’époque avec entre autres Janis Joplin, The Band, Delaney and Bonnie, Buddy Guy, Sha Na Na, Ian & Sylvia. Les musiciens vivent ensemble et font la fête cinq jours durant les trajets et se produisent à chaque arrêt. Le temps d’un week-end, le groupe vient en France pour participer au festival d’Auvers-sur-Oise, malheureusement perturbé par un terrible orage mais Michel Magne, le célèbre compositeur de musique de films et propriétaire du château d'Hérouville, invite le groupe ainsi que le staff complet à manger, dormir et se réchauffer chez lui ; c'est alors que pour le remercier le groupe lui offre un concert privé dans son jardin. Ils jouent devant seulement 200 personnes mais toutes triées sur le volet. En septembre 1970, ils enregistrent American Beauty. En automne, ils commencent une longue série de concerts dans des universités.
En 1971, John Barlow commence sa participation avec le groupe comme parolier, écrivant les textes. Mickey Hart quitte le groupe lorsqu'il découvre que son propre père, faisant office de manager du groupe, s'est rendu coupable de détournements de l'argent du groupe (l'incident sera raconté dans le morceau He's gone). Rongé par la culpabilité, il paraît pour la dernière fois lors du concert au Capitol Theater le 18 février. Il se fait construire un studio 16 pistes qui sera utilisé pour l'enregistrement des albums solo de Mickey Hart ; Rolling Thunder en 1972 et Diga en 1976 ainsi que pour la bande son du film Apocalypse Now en 1980. Jerry Garcia enregistre son premier album solo en juillet, Garcia, qui sort en janvier de l'année suivante. Keith Godchaux joue avec le groupe pour la première fois le 19 octobre 1971 au Northrup Auditorium à Minneapolis. Son épouse, Donna Jean Godchaux, chante pour la première fois avec le groupe en novembre 1971.
En 1972, Grateful Dead réalise sa plus longue série de concerts. Il joue pendant deux mois en avril et mai en Europe. Il tire de la tournée un album Europe '72. Donna Godchaux rejoint le groupe officiellement le 25 mars 1972 lors du concert à l'Academy of Music de New York. En juin, Bob Weir sort un album solo Ace et Mickey Hart son album Rolling. Ron « Pigpen » McKernan, malade, joue son dernier concert avec le groupe le 17 juin 1972 au Hollywood Bowl de Los Angeles en Californie. Ce dernier décède le 8 mars 1973, à 27 ans.

### Période Godchaux (1972–1979)
Le 28 juillet 1973, le groupe participe au concert Watkins Glen Summer Jam à New York réunissant 600 000 personnes (moitié plus que celui de Woodstock) avec The Band et The Allman Brothers Band. Entre les 4 août et 1er septembre 1973, le groupe enregistre l'album Wake of the Flood qui sort le 15 octobre 1973. C'était le premier album sorti sous le label du groupe, Grateful Dead Records, après avoir terminé leur contrat avec Warner Bros.
En 1974, après des vacances qui s'achèvent par une série de trois concerts au Winterland, le groupe teste le 23 mars sa nouvelle installation sonore au Cow Palace, de San Francisco marquant la naissance du « Wall of Sound ». À l'époque, il se compose de 641 haut-parleurs rangés derrière le groupe, il s'élève sur plus de 7 mètres de haut. Le 27 juin, le groupe sort son album Grateful Dead from the Mars Hotel. Après une série de cinq concerts au Winterland en octobre (filmée pour la postérité), le groupe décide de prendre ses premières longues vacances. Des rumeurs de dissolution courent à cette époque. Lors du concert au Winterland Arena le 20 octobre, Bill Kreutzmann et Mickey Hart réalisent un long morceau d'improvisation de batteries auquel les fans Deadhead ont donné le nom de « Drums » ou de « Rhythm Devils ». Sous différentes formes, ce passage, durant lequel les batteurs sont seuls (ou avec d'autres percussionnistes) sur scène, est repris dans la plupart des concerts du groupe, très souvent avant 1979, systématiquement après le départ de Keith Godchaux.
Au mois de janvier 1975, le groupe travaille dans le studio de la maison du déversoir de Bob Weir. Le 23 mars, Grateful Dead joue un concert en faveur du Students Need Athletics Culture and Kicks au Kezar Stadium de San Francisco avec Doobie Brothers, Mimi Fariña, Jefferson Starship, Joan Baez, Carlos Santana, Tower of Power, Bob Dylan et Neil Young. Le 17 juin, le groupe joue gratuitement dans un concert en faveur de la famille du réalisateur de dessins animés Bob Fried, puis présente sur scène son nouvel album Blues for Allah. celui-ci sort le 1er septembre.
En 1976, le 3 juin, Grateful Dead recommence une série de concerts en débutant au Paramount Theater. À la mi-octobre, ils signent avec des disques Arista Records. En janvier 1977, le groupe entre dans un studio de Los Angeles pour enregistrer un album destiné à s'appeler Terrapin Station et qui sort le 27 juillet. Le 1er juin, « débuts du film mort reconnaissant » à New York et achève sa tournée de printemps à Winterland les 7, 8 et 9 juin 1977. Le 20 juin, Mickey Hart est victime d'un accident de voiture. Il souffre de nombreuses fractures. Du fait de son indisposition, le groupe n'a pas pu jouer de concert pendant l'été. Jerry Garcia et Bob Weir profitent de cette inaction pour produire un album solo chacun (Cats Under the Stars et Heaven Help the Fool). Le groupe reprend ses concerts le 3 septembre 1977.
En 1978, le groupe réalise trois concerts de nuit du 14 au 16 septembre,,, à la grande pyramide de Khéops à Gizeh (Égypte). L'album Shakedown Street sort le 11 novembre

### Du renouveau à la renaissance (1979–1989)
L'année 1979 voit le départ de Keith et Donna Godchaux en février. Leur dernière participation aux concerts du groupe a lieu le 17 février à l'Oakland Coliseum Arena. Pour remplacer Keith Godchaux aux claviers, Brent Mydland, qui joue du clavier avec Bob Weir dans son groupe, est retenu. Il apparaît en concert pour la première fois le 22 avril au Spartan Stadium de San Jose. Mickey Hart participe à l'enregistrement de la bande son du film Apocalypse Now.
L'année 1980 débute par des sessions d'enregistrement pour l'album Go to Heaven qui sortira le 28 avril. Rompant avec la tradition, le groupe apparaît en photo sur la couverture. Ils sont tous en costume blanc dans une attitude très disco. Le 7 juin, lors du concert au Folsom Field de Boulder dans le Colorado, le groupe fête son 15e anniversaire. La date choisie est celle de l'arrivée de Phil Lesh dans le groupe. Du 25 septembre au 14 octobre, le groupe commence une série de 15 concerts acoustique au Warfield Theater de San Francisco. Il réalise aussi une série de huit concerts au New York's Radio City Music Hall, se terminant lors de la fête d'Halloween. Deux albums seront réalisés à partir de ces concerts, l'un acoustique Reckoning et l'autre électrique Dead Set. En 1981, le groupe effectue, outre ses concerts aux États-Unis, une tournée en Europe (Hollande, Allemagne, France) entre le 10 et le 19 octobre dont un concert improvisé dans un petit club d'Amsterdam appelé le Melk Weg. Le groupe accompagne Joan Baez lors de deux concerts acoustiques ; le 12 décembre au Fiesta Hall 12 décembre au Fiesta Hall de San Mateo (Californie) lors du concert intitulé Dance for Disarmament, l'autre au Oakland Auditorium Arena le 31 décembre à Oakland, concert où se produira aussi John Cipollina et New Riders of the Purple Sage.
L'année 1982 sera marquée par un concert pour la Naropa University (seule université bouddhiste des États-Unis) que Grateful Dead a aidé à mettre en place, dans le cadre de sa 25e conférence portant sur la publication par Jack Kerouac du livre Sur la route (On the Road). Pour l'occasion, le groupe joue le morceau On the Road Again,. En 1986, victime de ses abus d'héroïne, Jerry Garcia tombe dans un coma diabétique le 10 juillet dont il ne sort que cinq jours plus tard,, incapable de jouer de la guitare. Il va tout réapprendre grâce à l'amitié de Merl Saunders. Les concerts du groupe ne reprennent que le 15 décembre.
En janvier 1987, le groupe s'installe au Marin Veterans' Auditorium pour enregistrer son premier album studio depuis sept ans. En quelques semaines, ils bouclent l'enregistrement de l'album In the Dark. Le 19 juin, la marque Ben & Jerry's de crème glacée du Vermont lance le « Cherry Garcia », une crème glacée faite de yaourt à faible teneur en matière grasse avec des morceaux de cerise et de chocolat, en hommage à Jerry Garcia. Le nom a été à l'origine suggéré par Jane Williamson. L'album In the Dark sort le 6 juillet et devient disque de platine en septembre. La tournée d'été se fait avec Bob Dylan sous le titre Dylan & the Dead. Cette série de concerts donne l’album Dylan & the Dead qui paraît en février 1989.
En 1989, les concerts sont marqués par des incidents en particulier à Pittsburgh. Le groupe participe le 27 mai à un important concert au Oakland Coliseum en faveur de la recherche contre le SIDA avec Tower of Power, Joe Satriani, Los Lobos, John Fogerty et Tracy Chapman.Bob et Jerry accompagnent le groupe de John Fogerty dans des reprises des anciens succès de Creedence Clearwater Revival. À l'automne, pour éviter les incidents, le groupe annonce que le camping durant la nuit ne sera plus autorisé lors des concerts. Lors des concerts du 8 et 9 octobre à l'Hampton Coliseum, le groupe apparaît sous le nom de « Formerly The Warlocks ». Pendant Halloween, le groupe sort son dernier album de studio, Built to Last.
En 1990, l'année débute par un concert au Oakland Coliseum Arena, la scène était devenue trop grande pour les habituels concerts au Kaiser Auditorium. Les problèmes de contrôle des spectateurs restent préoccupants. Le point culminant de la tournée de printemps a lieu au Nassau Coliseum le 29 mars 1990 avec une prestation du saxophoniste de jazz Branford Marsalis. Le 26 juillet, Brent Mydland est retrouvé mort. Le groupe choisit Vince Welnick comme claviers et Bruce Hornsby au piano pour le suppléer au clavier. Ils réalisent une série de concerts sur la côte Est en septembre et puis, pour la première fois en neuf ans, en Europe en octobre et novembre. Grateful Dead fait alors une tournée dans plusieurs capitales du continent dont deux concerts à l'ICC de Berlin, les 19 et 20 octobre 1990, une quinzaine de jours après la Réunification de l'Allemagne.

### Dernières années (1990–1995)
Brent Mydland est remplacé par l'ancien clavier des Tubes Vince Welnick, qui joue pour la première fois avec le Dead le 7 septembre au Richfield Coliseum. Le même mois paraît l'album Without a Net, enregistré durant la dernière tournée avec Mydland. Bruce Hornsby rejoint également le groupe jusqu'en mars 1992. 1991 voit la sortie du premier album d'archives du Dead, One from the Vault, tiré du concert du 13 août 1975. La même année débute la parution des Grateful Dead Comix, une série de bandes dessinées illustrant les paroles de chansons du groupe. Après une série de concerts avec le Jerry García Band, Jerry Garcia connaît des problèmes cardiaques lors de son anniversaire, obligeant le groupe à annuler sa tournée. Les concerts ne reprennent que le 3 décembre 1992, par une prestation au McNichols Arena de Denver.
Le 23 février 1993, lors du concert du Mardi Gras, le groupe introduit un nombre important de nouvelles chansons : Eternity de Bob Weir, Lazy River Road, Liberty et Days Between de Jerry Garcia. La nouvelle administration américaine de Bill Clinton et Al Gore s'étant déclaré des Deadheads,,, la plupart des membres du groupe visitent la Maison-Blanche au cours de la tournée de printemps. En novembre sort le premier album Dick's Picks, reprenant des extraits du concert du 19 décembre au Curtis Hixon Convention Hall à Tampa en Floride. Durant cette période, le groupe enchaîne les concerts, avec la présence d'invités prestigieux, Carlos Santana et Ornette Coleman. Le 19 janvier 1994 Tom Constanten, Jerry Garcia, Donna Jean Godchaux, Keith Godchaux, Mickey Hart, Robert Hunter, Bill Kreutzmann, Phil Lesh, Ron « Pigpen » McKernan, Brent Mydland, Bob Weir et Vince Welnick ont été inscrits au Rock and Roll Hall of Fame en 1994. Ils ont été présentés par Bruce Hornsby. Le parolier de Jerry Garcia, Robert Hunter, auteur de la majeure partie des textes des chansons du groupe, a été inclus bien qu'il n'ait jamais été présent sur scène avec le groupe. Il est le seul non musicien à avoir reçu cette distinction.
Le 31 janvier 1995, Skeletons from the Closet, compilation des années Warner Bros., est certifié triple disque de platine (3 millions d'exemplaires vendus) : c'est le plus grand succès commercial du groupe. Le 9 juillet, le groupe joue son 2 314e et dernier concert au Soldier Field de Chicago. Un mois plus tard, le 9 août, Jerry Garcia meurt d'une attaque cardiaque alors qu'il se trouvait en cure de désintoxication. Les autres membres du groupe décident de dissoudre Grateful Dead en novembre.

### Réunion en 2015
Le 4 juillet 2015, ainsi que les jours précédents, dans une tournée appelée Fare Thee Well: Celebrating 50 Years of the Grateful Dead, le groupe donne cinq concerts pour ses 50 ans, la dernière fois que les membres survivants joueront ensemble.

## Rôle des membres
Le quatuor composé par Jerry Garcia, Bob Weir, Phil Lesh et Bill Kreutzmann participe au groupe de façon ininterrompue durant ses 30 années de carrière.
Jerry Garcia, guitariste et principal compositeur, est le leader incontesté du groupe. La réputation du groupe doit beaucoup à son éclectisme musical et à ses qualités de guitariste. Jerry Garcia est un merveilleux improvisateur et, quel que soit le morceau, il ne le joue jamais de la même façon, tout en respectant la trame originelle. En 2003, le magazine Rolling Stone l'a classé 13e sur la liste des cent plus grands guitaristes de tous les temps.
Bob Weir avait dix-sept ans quand il a commencé sa carrière avec Grateful Dead. Il était l’« enfant » du groupe. Il a été influencé très tôt par les musiciens de folk, en particulier Jorma Kaukonen. Il a écrit plusieurs morceaux majeurs du groupe dont The Other One, Sugar Magnolia, Playing in the Band et Throwing Stones.
Phil Lesh a apporté au groupe ses connaissances musicales. Il a étudié la musique avec l'Italien Luciano Berio, au Mills College. Jerry Garcia a déclaré qu'« il avait reçu la meilleure éducation musicale, celle d'un étudiant en musique » avec un intérêt particulier pour la musique classique d'avant-garde et le free jazz. Phil Lesh, trompettiste avant sa participation à Grateful Dead, n'avait jamais joué de la basse. Il a appris « sur le tas » et n'avait aucun a priori sur le rôle de la section rythmique dans un groupe de rock. Son modèle a été influencé plus par le contrepoint de Bach que par les bassistes de rock et soul (bien qu'on puisse retrouver la fluidité et la puissance d'un bassiste de jazz tel que Charles Mingus ou Jimmy Garrison dans le travail de Phil Lesh).
Ron « Pigpen » McKernan a participé à la formation du groupe. Sa dernière apparition avec le groupe a lieu le 17 juin 1972 au Hollywood Bowl à Los Angeles. Il est mort le 8 mars 1973 d'une hémorragie digestive.
Mickey Hart a rejoint Grateful Dead le 9 septembre 1967, lors du concert au Starlight Theater de San Francisco, et le quitte temporairement en février 1971. Il y reprend sa place lors du concert du 20 octobre 1974 et reste avec le groupe jusqu'à sa dissolution officielle en 1995. Grateful Dead est l'un des premiers (et des rares) groupes de rock comportant deux batteurs. Leur cohésion et leur synchronisation ont beaucoup apporté au style du groupe. Le duo sera surnommé par les fans les « Rhythm Devils ». Leurs longs duos de batterie (parfois plus de 30 minutes) sont présents dans tous les concerts du groupe entre 1978 et 1995, et sont devenus légendaires dans le monde du rock.
Bien que n'étant pas membre officiel de Grateful Dead, Tom Constanten, un ami de Phil Lesh a joué du piano sur l'album Anthem of the Sun et Aoxomoxoa. Il rejoint officiellement le groupe le 23 novembre 1968 lors du concert au Memorial Auditorium, en complément de l'organiste Ron « Pigpen » McKernan. Il quitte le groupe le 31 janvier 1970, y revenant occasionnellement en 1970-1971, notamment au Fillmore East en avril 1971.
Robert Hunter a commencé en 1969 à écrire les paroles des chansons, sur le troisième album du groupe Aoxomoxoa sorti en juin, avec la chanson China Cat Sunflower. Le rapport entre Hunter et le groupe s'est développé, jusqu'à ce qu'il soit officiellement nommé membre non interprète du groupe. Garcia a décrit Hunter comme « the band member who doesn't come out on stage with us » (« le membre du groupe qui ne monte pas sur scène avec nous »). Hunter a essentiellement écrit des chansons avec Jerry Garcia, mais aussi avec d'autres membres du Dead : Bob Weir, Phil Lesh, et Ron « Pigpen » McKernan. En tout, il a écrit les paroles de près de 80 chansons pour le groupe.
Keith Godchaux et Donna Jean Godchaux se sont présentés à Jerry Garcia lors de l’un de ses concerts solos en octobre 1971. Ils ont rejoint Grateful Dead peu après et sont restés membres jusqu'en février 1979, date à laquelle ils ont quitté le groupe. Keith Godchaux joue avec le groupe pour la première fois le 19 octobre 1971, au Northrup Auditorium à Minneapolis. La première participation au chant de Donna Jean Godchaux a lieu au Winterland Arena, San Francisco, le 31 décembre 1971. Elle est titularisée le 25 mars 1972 lors du concert à l'Academy of Music de New York. Leur dernier concert en commun avec le groupe a eu lieu le 17 février 1979 au Oakland Coliseum Arena,. Keith Godchaux a été remplacé par Brent Mydland.
Brent Mydland a joué pour la première fois avec le groupe le 22 avril 1979, lors d'un concert au Spartan Stadium de San Jose, en Californie. Il est décédé d'une overdose le 26 juillet 1990. Son dernier concert avec Grateful Dead a eu lieu au World Music Theater au Tinley Park, le 23 juillet 1990.

## Style musical
Le style musical de Grateful Dead, mélange de rock, folk, blues et bluegrass, avec des influences jazz, connaît le succès commercial à partir de 1970, avec la sortie des albums Workingman's Dead et American Beauty. Cette fusion des différents styles de musique populaire américaine est entretenue par une volonté d'expérimentation instrumentale. Les morceaux sont prétextes à des improvisations originales d'une grande inventivité qui traversent les courants classiques de la musique populaire.
Grateful Dead est surtout connu pour ses concerts en public, comportant de longues improvisations, instrument après instrument, un peu à la manière des formations de jazz. C’est lors des concerts que se révèle leur véritable dimension musicale. Des heures durant, balayé par les light shows, le groupe officie. Le contenu des albums studio provient souvent de morceaux joués en concert lors des tournées précédentes. Il ne s'agit pas simplement d'alterner chansons en public et chansons enregistrées en studio mais de mélanger scène et studio, à la manière des musiques électroniques. Les morceaux ressemblent à des « collages » musicaux, faits, d'après les mots de Jerry Garcia, pour l'hallucination. Écoutés d'un bout à l'autre, les albums mixés font l'effet d'un « courant » ou d'un « halo » musical aux accents psychédéliques.
Le procédé apparaît à partir de 1967 pour l'album Anthem of the Sun qui est mixé conjointement par Jerry Garcia, Phil Lesh et Dan Healy (nouveau soundman du groupe). C'est une étape cruciale pour Grateful Dead qui s'éloigne alors des formats commerciaux et tend vers une musique expérimentale, marquée par une exigence avant-gardiste.
Au printemps 1967, la cohésion entre les musiciens augmente et ceux-ci prennent confiance en leurs capacités d'improvisation. Leur écriture devient plus complexe et plus recherchée. L'arrivée de Mickey Hart (batteur) en septembre 1967 conforte cette évolution. Le départ de Dave Hassinger (producteur du Dead, insatisfait des premières séances d'enregistrement de Anthem of the Sun) offre alors l'opportunité à Garcia, Lesch et Healy de tenter quelque chose de radicalement nouveau. Ils s'installent alors à la console et ont l'idée de mixer performances live et enregistrements studio.
Grateful Dead a également popularisé l'enchaînement des chansons sans interruption. Les musiciens jouent devant un wall of sound (mur de son), assemblage d'enceintes auquel ils ajoutent chaque année de nouveaux éléments, jusqu'à ce qu'il mesure dix mètres de hauteur. Afin de limiter l'effet Larsen, les micros des chanteurs sont doublés, l'un captant le son des haut-parleurs et l'insérant dans le circuit d'amplification après avoir inversé la phase du signal. Vu la technologie disponible à l'époque, le résultat obtenu est d'une qualité impressionnante.

## Image
Grateful Dead a utilisé plusieurs images emblématiques, toutes inspirées de la tête de mort.
- Un crâne blanc, rouge et bleu traversé d'un éclair, conçu par Owsley « Bear » Stanley et Bob Thomas. Il figure notamment sur la pochette de Steal Your Face[86] ;
- Une ribambelle d'ours dansants (« Dancing Bears »), conçue par Bob Thomas en référence au surnom d'Owsley Stanley. Elle figure sur la pochette de History of the Grateful Dead Volume One (Bear's Choice)[87],[88] ;
- Un crâne couronné de roses (« Skull and Roses »). Ce dessin en noir et blanc d'Edmund Sullivan illustrait à l'origine une édition de 1913 d'Omar Khayyam. Il a été repris et adapté par Alton Kelley et Stanley Mouse, et figure notamment sur la pochette de Grateful Dead[89].

## Postérité
Peu avant la mort de Jerry Garcia en 1995, Bob Weir a formé un autre groupe Ratdog. Bob Weir interprète des chansons des Beatles, de Bob Dylan, de Chuck Berry, de Willie Dixon, des classiques de Grateful Dead ainsi que des morceaux originaux. Phil Lesh a formé son propre groupe Phil Lesh and Friends. Robert Hunter participe à un groupe appelé The Dinosaurs, formé en 1982.
The Other Ones est fondé en 1998 par d'anciens membres du groupe : Bob Weir, Phil Lesh, Mickey Hart, avec Bruce Hornsby, membre non officiel du groupe, qui avait joué avec Grateful Dead en 1990 et 1991, avec quatre autres musiciens : Mark Karan à la guitare et au chant, Steve Kimock à la guitare, John Molo à la batterie et Dave Ellis au saxophone et au chant. Ce groupe continue le legs musical de Grateful Dead en jouant beaucoup de leurs chansons. Le nom du groupe est d'ailleurs tiré de la chanson That's it for the Other One de l'album Anthem of the Sun sorti en 1967. Bill Kreutzmann reprend les concerts en 2000 avec le groupe.
En 2002, cette formation est rebaptisée The Dead le 14 février 2002. Le terme « grateful » (reconnaissant) étant retiré par respect pour Jerry Garcia. Le groupe commence sa carrière par une série de dix-sept concerts, débutant le 14 novembre à Roanoke en Virginie jusqu'au 6 décembre à Oakland. Outre Bob Weir, Phil Lesh, Bill Kreutzmann et Mickey Hart, le groupe comprend aux claviers Rob Barraco et Jeff Chimenti ainsi que le guitariste Jimmy Herring
Des groupes se sont formés pour reprendre le répertoire de Grateful Dead. Dark Star Orchestra (ou simplement le DSO), basé à Chicago est formé en 1997. Jazz Is Dead est apparu en 1998. Le 4 février 2008, Bob Weir, Mickey Hart et Phil Lesh (avec son groupe Phil and Friends) ainsi que Barry Sless et le guitariste de Ratdog Mark Karan, se sont réunis au Warfield à San Francisco, sous le nom de Deadheads for Obama, pour réaliser un concert au profit du candidat démocrate Barack Obama et ont appelé à voter pour lui.
En avril 2008, les membres survivants de Grateful Dead décident de faire don des archives du groupe à l'université de Californie, à Santa Cruz. Les archives contiennent quarante ans de lettres, de posters bariolés, de photos colorées mais pas ses enregistrements, déclare Dennis McNally, porte-parole du Dead. Le compositeur Lee Johnson enregistre un album baptisé Dead Symphony Nº 6: An Orchestral Tribute To The Grateful Dead assemblage en version symphonique d'une douzaine de titres enregistrés par l'Orchestre national de Russie.

## Membres

### Derniers membres
- Jerry Garcia - guitare, chant (1965-1995)
- Bob Weir - guitare, chant (1965-1995)
- Phil Lesh - basse, chant (1965-1995)
- Bill Kreutzmann - batterie (1965-1995)
- Mickey Hart - batterie (1967-1971, 1974-1995)
- Vince Welnick - claviers, chant (1990-1995)

### Anciens membres
- Tom Constanten - claviers (1968-1970)
- Ron « Pigpen » McKernan - claviers, chant, harmonica, percussions (1965-1973)
- Keith Godchaux - claviers (1971-1979)
- Donna Jean Godchaux - chant (1972-1979)
- Brent Mydland - claviers, chant (1979-1990)
- Bruce Hornsby - claviers, chant (1990-1992)

## Discographie
- 1967 : The Grateful Dead
- 1968 : Anthem of the Sun
- 1969 : Aoxomoxoa
- 1969 : Live/Dead
- 1970 : Workingman's Dead
- 1970 : American Beauty
- 1971 : Grateful Dead (Skull & Roses)
- 1972 : Europe '72
- 1973 : History of the Grateful Dead Volume One (Bear's Choice)
- 1973 : Wake of the Flood
- 1974 : Skeletons from the Closet: The Best of Grateful Dead
- 1974 : From the Mars Hotel
- 1975 : Blues for Allah
- 1976 : Steal Your Face
- 1977 : Terrapin Station
- 1977 : What a Long Strange Trip It's Been
- 1978 : Shakedown Street
- 1980 : Go to Heaven
- 1981 : Reckoning
- 1981 : Dead Set
- 1987 : In the Dark
- 1987 : Dead Zone
- 1989 : Dylan and the Dead
- 1989 : Built to Last
- 1990 : Without a Net
- 1991 : One from the Vault
- 1991 : Infrared Roses
- 1992 : Two from the Vault

### Ouvrages
- (en) Reebee Garofalo, Rockin' Out : Popular Music in the USA, Boston, Allyn & Bacon, 1997 (ISBN 978-0-205-13703-9, LCCN 96033424)
- (en) Phil Lesh, Searching for the Sound, New York, Little, Brown and Co., 2005, 1re éd. (ISBN 978-0-316-00998-0, LCCN 2005000149)
- (en) Dennis McNally, A Long Strange Trip : the Inside History of the Grateful Dead, New York, Broadway Books, 2002, 1re éd., poche (ISBN 978-0-7679-1186-3)
- (en) Ed Ward et Geoffrey Stokes and Ken Tucker, Rock of Ages : The Rolling Stone History of Rock and Roll, New York, Rolling Stone Press, 1986, 2e éd., relié (ISBN 978-0-671-54438-6, LCCN 86014553)
- (en) Hank Harrison, The Dead Vol 1 & Vol 2, San Francisco, Arkives, various editions 1972-1992, 1re éd. (ISBN 978-0-918501-12-7)